# 피트 스콧
피트 스콧(영어: Pete Scott, 1897년 12월 21일~1953년 5월 3일)은 미국의 야구인이다. 본명은 플로이드 존 스콧(영어: Floyd John Scott)이며 1926년부터 1928년까지 메이저 리그 베이스볼(MLB)에서 외야수로 활동했다.
1926년 시즌에 시카고 컵스 소속으로 데뷔했다. 1927년 시즌이 끝나고 나서 후일 미국 야구 명예의 전당에 헌액되는 카이카이 카일러의 맞상대로 스파키 애덤스와 함께 피츠버그 파이리츠로 트레이드되었다.
메이저 리그에서 보낸 세 시즌 동안 총 208경기에 출전해 타율 .303(522타수 158안타), 95득점, 2루타 41개, 3루타 6개, 8홈런, 출루율 .377, 장타율 .450을 기록했다. 수비비 부문에서는 주로 코너 외야수로 출전하며 .975의 수비율을 기록했다.
1953년 5월 3일 미국 캘리포니아주 데일리시티에서 사망했다.